# ریور کیندر
ریور کیندر (به انگلیسی: River Kinder) رودخانه‌ای است که در انگلستان جریان دارد.